# Darcinópolis
Darcinópolis est une municipalité brésilienne située dans l'État du Tocantins.